# میکو آلبورنوز
میکو آلبورنوز (اسپانیایی: Miiko Albornoz‎؛ زادهٔ ۳۰ نوامبر ۱۹۹۰) یک بازیکن فوتبال اهل سوئد-شیلی است که در پست مدافع و هافبک بازی می‌کند.

## تیم ملی
وی همچنین در تیم ملی فوتبال شیلی بازی کرده‌است.